# Air Commerz
Air Commerz war eine deutsche Charterfluggesellschaft. Der offizielle Heimatflughafen der Gesellschaft war Düsseldorf. Überwiegend wurden jedoch Strecken ab Hamburg bedient.   

## Geschichte
Air Commerz wurde Anfang 1970 von Privatinvestoren in Hamburg gegründet. Im März 1970 erwarb die Gesellschaft eine Vickers Viscount 808C von der irischen Aer Lingus, mit welcher im Juni 1970 die Aufnahme des Flugbetriebs erfolgte. Eine zweite Maschine dieses Typs wurde im August 1970 übernommen. Air Commerz konnte kein führendes Touristikunternehmen als Kunden gewinnen. Stattdessen flog die Gesellschaft hauptsächlich Gelegenheitsdienste (Ad-hoc-Charter) für kleinere Reiseveranstalter und bot außerhalb der Ferienzeiten Sonderflüge für Gastarbeiter in deren Heimatländer an. Daneben wurden die Vickers Viscount auch für internationale Frachttransporte genutzt. Obwohl die wirtschaftliche Grundlage durch das Fehlen langfristiger Charterverträge nicht gesichert war, übernahm Air Commerz am 24. März und 9. Mai 1971 jeweils eine gebrauchte Boeing 707-138B von der US-amerikanischen Standard Airways. Die betagten Maschinen stammten aus dem Jahr 1959 und waren ursprünglich an die australische Fluggesellschaft Qantas ausgeliefert worden. Der erste Charterflug mit einer Boeing 707 erfolgte im Juni 1971 von Hamburg nach Reims. Überwiegend wurden die Maschinen auf Flügen in die Türkei eingesetzt. Zudem konnte die Gesellschaft eine Boeing 707 kurzzeitig an die indonesische Merpati Nusantara Airlines vermieten.
Die Anschaffung der wartungsintensiven Düsenflugzeuge verschärfte die ohnehin angespannte finanzielle Situation des Unternehmens und verhinderte dessen wirtschaftliche Sanierung. Ab dem 1. September 1972 wurde eine Boeing 707 in Dublin festgehalten, weil die Gesellschaft eine von Aer Lingus ausgeführte Reparatur nicht zahlen konnte. Die mangelhafte Auslastung der Flugzeuge, die Summe der laufenden Verbindlichkeiten und die ergebnislose Suche nach neuen Investoren führten dazu, dass der Flugbetrieb am 4. September 1972 eingestellt werden musste. Air Commerz wurde im Januar 1973 liquidiert.

## Flotte
- Vickers Viscount 808C (Kennzeichen: D-ADAM, D-ADAN)
- Boeing 707-138B (Kennzeichen: D-ADAP, D-ADAQ)

Die beiden Vickers Viscount wurden im September 1972 aufgrund noch bestehender Forderungen an die Aer Lingus zurückgegeben. Die in Düsseldorf verbliebene Boeing 707 (D-ADAQ) wurde im Januar 1973 an den amerikanischen Leasinggeber Frederick B. Ayer & Associates, Inc. retourniert. Die in Dublin eingelagerte Boeing 707 (D-ADAP) wurde am 8. August 1973 an dieselbe Leasinggesellschaft verkauft.